# اگوست فگر
اگوست فگر (انگلیسی: August Fager; ۲۵ دسامبر ۱۸۹۱ – ۱۷ نوامبر ۱۹۶۷) ورزشکار دو و میدانی اهل ایالات متحده آمریکا بود.